# Wochenblatt für Landwirtschaft & Landleben
Die wöchentliche Fachzeitschrift Wochenblatt für Landwirtschaft und Landleben erscheint seit 1844 in Münster, wo sowohl die Redaktion als auch der herausgebende Landwirtschaftsverlag angesiedelt sind.

## Zielgruppe
Das Wochenblatt richtet sich vorwiegend an Landwirte mit ihren Familien und Angehörige weiterer landwirtschaftlicher Berufe (auch Gartenbau und Forstwirtschaft) sowie an Politiker, Verbände und (behördliche) Institutionen. Das Wochenblatt ist eine der ältesten und seit dem 19. Jahrhundert durchgängig erscheinenden Fachzeitschriften im deutschsprachigen Raum.

## Inhalt
Das etwas über DIN-A4-formatige Blatt ist heute das Presseorgan des Westfälisch-Lippischen Landwirtschaftsverbandes e. V. und der Landwirtschaftskammer Nordrhein-Westfalen für den Landesteil Westfalen-Lippe sowie neben 'Die Waldbauern' das des Waldbauernverbandes Nordrhein-Westfalen e. V. und wird – auch über Westfalen hinaus – zu über 90 Prozent im Abonnement vertrieben. Das Blatt hat eine stabile Abonnentenzahl von rund 60.000, eine Gesamtauflage von ca. 63.000 Exemplaren und laut „Leserstrukturanalyse Landwirtschaftliches Wochenblatt 2010“ insgesamt knapp 220.000 regelmäßige Leser.
Regelmäßige Inhalte sind Technikberichte, Pflanzenbau und Viehzucht, Marktdaten, Besprechungen der Fachpresse, Berichte aus Politik, Industrie und Wirtschaft, Anzeigen und ein Familienteil mit Fachbeiträgen unter Rubriken wie Garten, Gesundheit, Geld und Recht. Zusätzlich erscheinen Sonderausgaben mit wechselnden Themenschwerpunkten.

## Geschichte

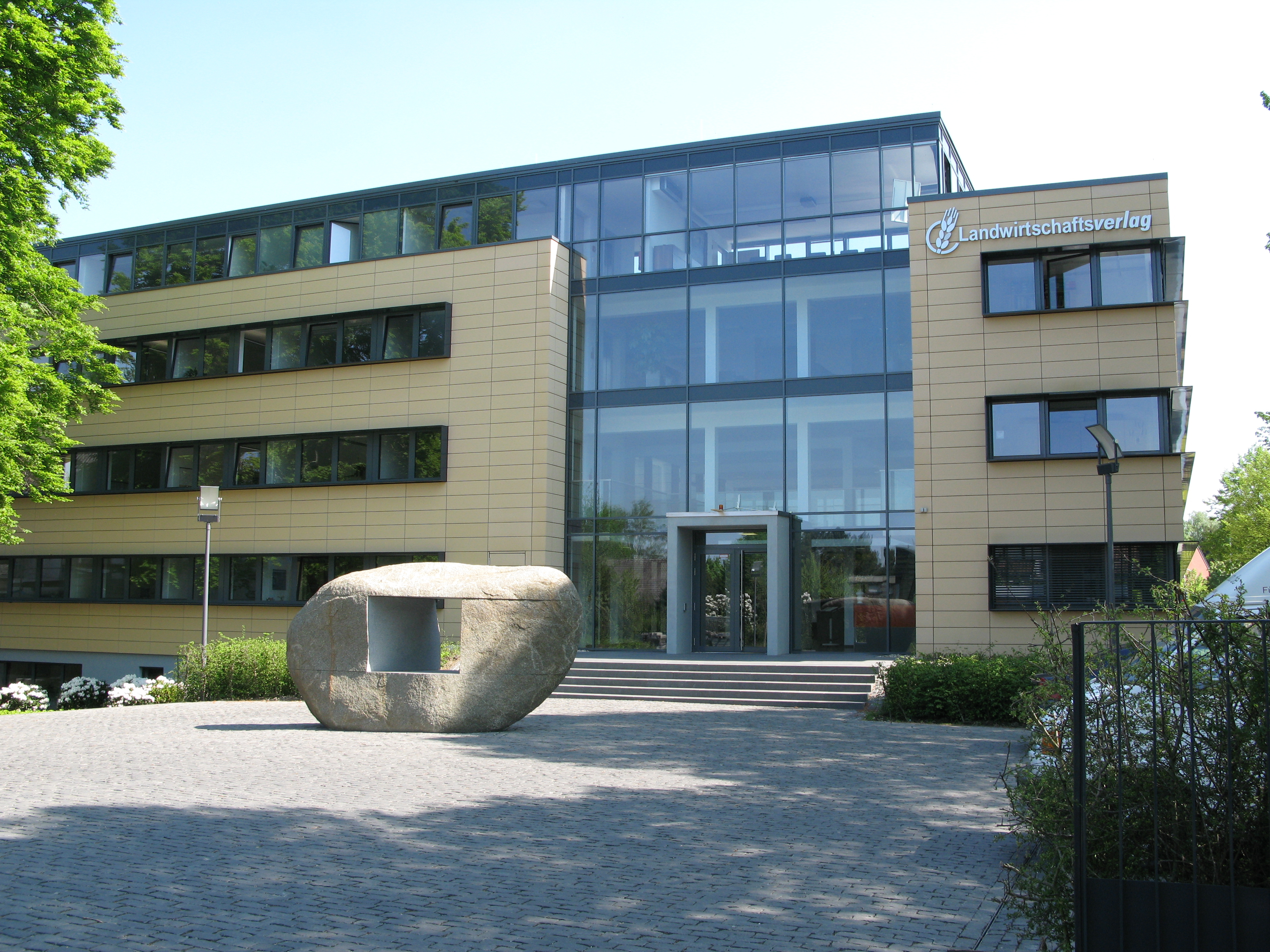
Landwirtschaftsverlag Münster, Redaktionssitz des Wochenblatts für Landwirtschaft & Landleben

Gegründet wurde die Fachzeitschrift 1844 als Landwirtschaftliche Zeitung für Westfalen und Lippe vom halbstaatlichen Landwirtschaftlichen Hauptverein Münster. Von den Nationalsozialisten im November 1933 gleichgeschaltet und für deren Propagandazwecke eingespannt, musste die Zeitschrift im März 1945 ihr Erscheinen einstellen. Bis 1933 wurde sie als Organ der Landwirtschaftskammer für die Provinz Westfalen im Kommissionsverlag „Der Westfale“ gedruckt.
Um die Landwirtschaft zu fördern und so die dramatische Ernährungslage zu verbessern, erteilte die britische Militärregierung im Frühjahr 1946 die Genehmigung (License to print Nr. 37 vom 15. April 1946) zum Erscheinen der Fachzeitschrift, die am 20. April 1946 erstmals unter dem neuen Titel Landwirtschaftliches Wochenblatt für Westfalen und Lippe erschien. Von 1967 bis 2015 hieß die Zeitschrift Landwirtschaftliches Wochenblatt Westfalen-Lippe.
Lange Zeit galt das Wochenblatt als reine Zeitung des konventionellen Landbaus, erst seit Mitte der 1990er Jahre finden sich zunehmend auch Beiträge zum ökologischen Landbau in den Ausgaben wieder. Es hat für den Bereich Westfalen-Lippe Meinungsbildungscharakter und prägt insbesondere den politischen Diskurs innerhalb der Landwirtschaft. Die Neue Zürcher Zeitung urteilte 2003 über das westfälische Wochenblatt:
„Es ist diese Mischung aus Fach-, Familien- und regionaler Heimatzeitung, die das ,Landwirtschaftliche Wochenblatt Westfalen-Lippe’ in den ländlichen Teilen seines Verbreitungsgebiets zu einer Institution werden ließ und ihm ein neues Publikum erschloss. […] Hier ist das Landleben nicht als schicker Lifestyle zu besichtigen, sondern als komplexe soziale Wirklichkeit in Zeiten rasanten Wandels. Das ‚Wochenblatt’ ist da ein recht verlässlicher Führer, weil es selber auf diesen Wandel immer wieder kreativ reagiert hat.“